# Pinntorp
Pinntorp är ett samhälle i Härryda kommun i Västra Götalands län. Orten har från 1990 till 2023 av SCB avgränsats till en småort. Vid avgränsningen 2023 klassades området som en del av tätorten Landvetter.
Pinntorp är en liten by som ligger i Landvetters socken nära Tahult och Landvetter. Intill Pinntorp ligger en skog som heter Pinntorpaberg som mest växer på just ett berg.
En känd person som har bott i Pinntorp är roadracingföraren Kent Andersson.